# Daniel Badraun
Daniel Badraun (* 1960 in Samedan) ist ein Schweizer Schriftsteller und Lehrer.

## Leben
Daniel Badraun wuchs im Kanton Graubünden auf, wo er eine Lehrerausbildung absolvierte. Seit 1989 arbeitet er als Kleinklassenlehrer in Diessenhofen. Von 2004 bis zu seinem vorzeitigen Rücktritt 2010 war er zudem Mitglied für die SP im Grossen Rat, dem Thurgauer Kantonsparlament. Seit etlichen Jahren schreibt er in den Sprachen Deutsch und Rätoromanisch für Erwachsene und Kinder. Vor allem als Autor von Kriminalromanen hat er sich einen Namen gemacht. Er ist Mitglied des Vereins Krimi Schweiz – Verein für schweizerische Kriminalliteratur und der Autorengruppe Syndikat.
Badraun wohnt mit seiner Frau in Schlattingen und hat vier Kinder.

## Werke (Auswahl)
- Tatort Schweiz 2 – 23 kriminelle Geschichten aus der viersprachigen Schweiz. Paul Ott (Hrsg.), Limmat Verlag, 2007, ISBN 978-3-85791-539-0.
- Gefährliche Nachbarn – 22 Kurzkrimis aus dem deutsch-schweizerischen Grenzgebiet. Barbara Grieshaber, Siegmund Kopitzki (Hrsg.), Gmeiner-Verlag, 2009. ISBN 978-3-89977-793-2.
- Alois und Auguste – Geschichten über das Vergessen – Alzheimer und Demenz. Heidi Schänzle-Geiger, Gerhard Dammann (Hrsg.), Verlag Huber, 2009, ISBN 978-3-7193-1514-6.
- Zürich, Ausfahrt Mord. Herausgeber Paul Ott, Gmeiner-Verlag, 2011, ISBN 978-3-8392-1137-3.
- Rheinfall. Limmat Verlag, 2013, ISBN 978-3-85791-924-4.
- Willkommen im Engadin – Wasser, Berge, Übergänge. 66 Lieblingsplätze und 11 Pässe. Gmeiner-Verlag, 2013, ISBN 978-3-8392-1469-5.
- Hundsvieh. Gmeiner-Verlag, 2013, ISBN 978-3-8392-1412-1.
- La festa d'iffants sül Chastè Chastlatsch. SJW Schweiz. Jugendschriftenwerk, 2013, ISBN 978-3-7269-0640-5.
- Kati und Sven und das Spiel der Spiele. Gmeiner-Verlag, 2014, ISBN 978-3-7349-9254-4.
- Muschelgaul. Gmeiner-Verlag, 2015, ISBN 978-3-8392-1660-6.
- Schwarzeis. Emons Verlag, 2015. ISBN 978-3-95451-480-9.
- Kati und Sven und die verschwundene Mitra – Ein Kinderkrimi um das Konstanzer Konzil. Gmeiner-Verlag, 2015, ISBN 978-3-8392-1803-7.
- mit Werner Färber, Nannah Rogge, Harald Schneider: Abenteuerlicher Sommer. Gmeiner-Verlag, 2016, ISBN 978-3-7349-9241-4.
- Schwarzmost. Emons Verlag, 2016, ISBN 978-3-95451-955-2.
- Krähenyeti. Gmeiner-Verlag, 2017, ISBN 978-3-8392-2097-9.
- Randulin. Gmeiner-Verlag, Meßkirch 2019, ISBN 978-3-8392-2455-7.
- Die Olympiahoffnung : ein neuer Fall für Kati und Sven. Gmeiner-Verlag, Meßkirch 2020, ISBN 978-3-8392-2559-2.
- Mord zur großen Pause. Schulkrimis. Gmeiner-Verlag, 2020, ISBN 978-3-8392-2737-4.

## Hörspiele (Auswahl)
- 2004: Schreckmümpfeli: Das Kriminalarchiv - Regie:	Buschi Luginbühl (Original-Hörspiel, Kriminalhörspiel - DRS)